# Горно-Алтайский государственный университет
Горно-Алта́йский госуда́рственный университе́т — высшее учебное заведение в Горно-Алтайске (Республика Алтай).

## История
В 1949 году основан Горно-Алтайский учительский институт.
В 1953 году образован Горно-Алтайский государственный педагогический институт. На первые курсы педагогического института принято 160 человек, в том числе 70 человек алтайцев. 
В 1993 году на базе Горно-Алтайского педагогического института и Горно-Алтайского сельскохозяйственного техникума был создан Горно-Алтайский государственный университет.
С 01.07.2014, руководствуясь решением Учёного совета, сельскохозяйственный колледж переименован в аграрный колледж.
В 2021 году исполняющим обязанности ректора назначен кандидат политических наук В. О. Недельский, в диссертации которого сообществом «Диссернет» были обнаружены многочисленные некорректные заимствования.
В 2025 году исполняющим обязанности ректора назначен кандидат философских наук Е. В. Павлов.

## Структура

### Факультеты и колледжи
- Физико-математический факультет
- Экономико-юридический факультет
- Естественно-географический факультет
- Факультет алтаистики и тюркологии
- Психолого-педагогический факультет
- Историко-филологический факультет
- Агротехнологический факультет
- Аграрный колледж

## Преподаватели
В разное время в вузе преподавали:
- Воеводин Анатолий Федорович — математик, профессор, д. ф.-м. н.
- Дмитриев Алексей Николаевич — геолог, профессор, доктор геол.-мин. наук.
- Лебедев Юрий Альфредович — к. т. н., директор инженерного центра «СИЛЭН», народный депутат РСФСР с 1990 г.
- Мери Арнольд Константинович — Герой Советского Союза
- Монахов Валентин Николаевич — математик, академик РАН
- Остапенко Владимир Викторович — математик, профессор, д. ф.-м. н.
- Хорошевский Виктор Гаврилович — математик, чл.-корр. РАН